# 아흐마드 샤 마스우드
아흐마드 샤 마스우드(다리어: احمد شاه مسعود, 1953년 9월 2일 ~ 2001년 9월 9일)는 아프가니스탄의 이슬람주의 운동가, 군인, 군벌, 정치군사 지도자이다. 1979년에서 1989년까지 소련의 침공에 대한 저항운동을, 그 이후 사망할 때까지 탈레반에 대한 항쟁을 벌이며 뛰어난 사령관으로 이름을 날렸다.
마스우드는 북부 아프가니스탄 판지시르 계곡 출신의 타지크인으로, 수니파 무슬림이다. 1970년대 카불 종합공업대학교에서 공학을 공부했고, 그 와중에 부르하누딘 라바니를 중심으로 한 이슬람 근본주의, 반공주의 운동에 관여하게 되었으나, 이후 파벌 분화 때 라바니와 함께 온건파가 되었다. 1979년 소련이 아프가니스탄을 점령하자 반군 지도자로 활약하여 "판지시르의 사자"(شیر پنجشیر)라는 별명을 얻었다.
1992년, 나지불라의 소련 괴뢰정권이 붕괴하고 국제연합이 아프가니스탄에 과도 정부를 세우려고 했을 때 마스우드는 이에 반대했고 결국 계획을 파토시켰다. 공산정권 이후 세워진 아프가니스탄 이슬람국 정부에서 평화 및 권력분담 합의인 페샤와르 합의가 이루어지자 마스우드는 국방성 장관에 임명되었다. 내전기에 마스우드의 군대는 굴부딘 헤크마티아르, 압둘 라술 사야프, 압둘 알리 마자리, 압둘 라시드 도스툼 등 여러 군벌들로부터 수도를 탈환하기 위해 싸웠고, 최종적으로는 탈레반과 맞서 싸웠다. 그러나 이 과정에서 도시가 파괴되고 많은 인명 손실이 발생했다. 최소 6만 명의 민간인들이 사망했으며, 그보다 많은 수가 불구가 되었고, 공공재, 정부기관, 카불 박물관이 약탈당했다.
1996년 탈레반이 흥기하기 시작하자 탈레반의 원리주의적 이슬람 해석을 거부한 마스우드는 재무장하여 북쪽으로 후퇴, 가는 길에 살랑 터널을 파괴하고 타지키스탄의 쿨롭으로 도망하여 탈레반에게 항거하였다. 그는 아프가니스탄 구국 이슬람 통일전선, 속칭 "북부동맹"의 군사적 정치적 지도자가 되었고, 고향인 판지시르를 거점으로 탈레반에 대한 저항을 계속했다. 마스우드는 2000년 아프간 여성기본권 선언문에 서명하고 여성의 근로와 교육을 보장하였으며 부르카의 의무적 착용을 폐했다. 이듬해인 2001년 9월 9일 마스우드는 탈레반의 사주를 받은 알 카에다 요원들의 자폭 테러로 암살당했다. 마스우드가 죽고 이틀 뒤 9·11 테러가 일어났다. 미국은 북대서양 조약기구를 동원하여 아프가니스탄을 침공했고, 마스우드가 지휘하던 북부동맹 군대와 연합해 탈레반을 쳤다.
마스우드 사후 아프가니스탄 대통령 하미드 카르자이의 명령으로 그에게 "국민영웅"의 칭호가 수여되었다. 마스우드의 제삿날인 9월 9일은 아프가니스탄에서 "마스우드의 날"이라는 공휴일로 지정되었다. 그의 추종자들은 그를 아미르 사히브에 샤히드(امیر صاحب شهید Amir Sāhib-e Shahīd)라고 높여 불렀다.

## 어린 시절
아흐마드 샤 마스우드는 1953년 판지시르주 바자라크에서 태어났다. 그의 집안은 판지시르 계곡에서 부유한 축에 속했다. 태어났을 때의 이름은 그냥 "아흐메드 샤"였고, "마스우드"라는 이름은 1974년 레지스탕스에 뛰어들면서 지은 가명이다. 아버지 도스트 모하마드 칸은 아프간 왕립공군 대령이었다. 마스우드 가족은 고향 판지시르를 떠나 헤라트에서 잠깐 살다가 곧 카불로 옮겼고, 마스우드는 카불에서 유년기의 대부분을 보냈다.
마스우드는 이름난 프랑스-아프간 학교인 에스테크랄 고등학교에 다녔다. 마스우드는 재능 있는 학생이었으며, 고등학교를 졸업한 뒤 카불 대학교에 진학해 공학을 공부했다. 마스우드는 다리어, 파슈토어, 우르두어, 프랑스어를 구사할 수 있었고 영어는 글을 읽을 수 있는 수준까지 알았다.
1973년, 무함마드 다우드가 아프간 공산당을 등에 업고 쿠데타를 일으켰고, 아프가니스탄 공화국 정권이 수립되었다. 그러자 아프가니스탄의 공산주의 및 소련의 영향력에 대한 반동으로 이슬람주의 운동이 일어나기 시작했다. 이때 대학생이던 마스우드는 부르하누딘 라바니 교수가 주석을 맡고 있던 자미아트 이 이슬라미의 하위 학생조직인 무슬림 청소년단에 가입했다. 카불 대학교는 당시 정치적 논쟁과 활동의 중심지였다.
무슬림 청소년단의 봉기가 실패로 돌아간 뒤인 1975년, 이슬람주의 운동 안에서도 여러 목소리가 나오기 시작했다. 자미아트 이 이슬라미는 마스우드와 라바니를 비롯한 온건파와 굴부딘 헤크마티아르를 비롯한 과격파들로 나뉘었다. 과격파들은 떨어져 나가서 헤즈브 이 이슬라미를 조직했다. 두 집단 사이의 갈등은 점점 깊어져서 헤크마티아르가 여러 번 마스우드를 죽이려고 했을 정도였다. 마스우드는 그때 22살이었다.

## 반공 저항운동

### 1978년의 봉기
1978년 PDPA가 정권을 확립하자 그들은 맑시즘 노선에 따라 아프가니스탄을 개혁하기 시작했다. 이 개혁은, 정부가 체포와 처형이라는 수단으로 개혁안을 저항자들에게 강요하려고 시도하자 중대한 저항에 직면하게 되었다. 그 다음 결과는 나라의 많은 지역이 저항의 물결에 휩싸이는 것이었고, 특히나 전원지역은 반란에 돌입하였다. 마스우드와 같은 이슬람 주의 지식인들은 이러한 봉기의 자연스런 지도자가 되었다.
최초로 일어난 반란은 1978년 7월에 누리스탄에서 시작되었다. 마스우드는 봉기에 참가했고, 반란을 진압하려고 PDPA가 보낸 무장군대에 의해 절멸 될 때까지 계속 참여하였다.
아프가니스탄 인민 공화국에 대한 봉기가 민중의 지지에 의하여 확정되자 마스우드는 판지셰르로 향하여 1979년 6월 새로운 혁명을 시작했다. 전투는 40여일간 계속되었고, 그동안 전 판지셰르와 살랑, 볼라 가인이 카불에 대한 반역을 개시했다. 이 40일 이후에 마스우드는 다리에 부상을 입었고 그의 지휘하에 있는 군대는 어떤 무기나 보급품도 없었다. 비록 600명의 믿을 만한 전사들이 누리스탄에서 왔지만 정부군이 최종적으로 그들을 격파하였다. 이 실패로부터 교훈을 얻은 후, 마스우드는 적과의 직접 충돌을 피하고 게릴라전을 시도했다. 그는 본거지를 구축하기 시작했고 그의 병사들을 충분히 훈련시키기 시작했다.

### 소련의 아프가니스탄 침공
1979년 후반까지 다양한 반란 그룹들이 나라 대부분을 통치하기 시작했고 사회주의 정부는 붕괴직전에 이르렀다. 이러한 상황은 아프가니스탄 대통령 하피줄라 아민이 소련에게 보호를 요청하게 만들었다. 그러나 1979년 12월 27일 소련군이 아프가니스탄을 침공해 아민을 죽이고 대통령을 바브라크 카르말로 교체하였다.
마스우드는 아프가니스탄 공산주의 정권을 붕괴시키기 위한 전략적 계획을 고안했다. 제일 단계, 혹은 시작점은 민중들의 지원을 받는 게릴라 군대를 양성하는 것으로 구성되어 있었다. 두 번째 단계는 비정규전을 수행하는 동안에 판지셰르 성채를 적극적으로 사수하는 것이었다. 세 번째 단계는 “전략적 공세”로 마스우드의 군대가 북 아프가니스탄의 대부분을 제압하는 것으로 보인다. 네 번째 단계는 마스우드 원리를 나라전체에 일반적으로 적용하여 최종적으로 아프가니스탄 공산주의 정권을 붕괴시키는 것이었다.
1983년 소련은 마스우드에게 정전을 제안하였고 그는 이를 받아들였다. 마스우드는 이 휴식기간을 적절히 사용하여 그의 영향력이 판지셰르를 넘어 타카르, 발한 주에 이르게 하였다.
이러한 마스우드 영향력의 확대는 판지셰르 그룹을 결정적으로 격퇴하기 위하여 붉은 군대에게 그들의 공세를 재개하도록 요청하게 만들었다. 그러나 마스우드는 이미 아프가니스탄 인민 공화국 내부의 첩자로부터 공세가 있을 것이라는 정보를 받았고 3만명에 달하는 거주민을 계곡 밖으로 철수시켰기 때문에 소련군의 폭탄은 아무도 없는 텅 빈 곳에 떨어졌다. 결국 1985년 이후에 판지셰르에 대한 적대적인 공세는 더 이상 취해지지 않았다.
소련-아프간 연합군의 공세가 끝나자, 마스우드는 저항 운동을 확대하고 아프가니스탄의 북부지역을 확대하는 그의 전략 계획의 다음 단계를 진행할 수 있었다. 1986년 8월 마스우드는 타카르 주의 파카르를 손에 넣었고 11월에 그의 군대는 아프가니스탄 인민 공화국의 주요 거점인 바그란주의 나린의 20번째 구역을 공격하여 저항자들을 위한 결정적인 승리를 거두었다. 이러한 확장은 외교적인 방법으로 이루어져 많은 무자헤딘 지도자들이 판지셰르의 군사 시스템을 받아들였다.

### 마스우드의 군대
소련군과 아프간 군대의 거의 지속적인 공세에도 불구하고, 마스우드는 그의 군사적 역량을 강화할 수 있었다. 1980년 비무장에 병든, 1000명도 안 되는 게릴라로 시작한 판지셰르 무자헤딘들은 1984년 5000명에 달하는 강병으로 성장하였다. 그의 영향력이 판지셰르 계곡 외부로 확장된 후, 마스우드는 1989년에 13000의 전사들을 지휘하였다. 이 군단은 다른 종류의 부대로 나뉘었다. mahalli(지역)는 계곡과 요새거점의 전략적 방어를 담당하였다. mahalli중에 정예부대는 i zarbati(충격군)이라는 이름의, 준 이동부대로 각 지역에 위치한 요새를 방어하는 역할을 하는 부대로 구성되었다.
다른 종류의 부대는 i-mutaharek(이동군)으로 경무장한 특수부대이며 그들의 임무는 파지셰르 계곡의 외부에서 ‘치고 빠지는’ 전술을 수행하는 것인데 때로는 그들의 거점에서 100 km 먼 곳까지 진출하기도 했다. 이들은 프로페셔널한 군인들로 좋은 급료를 받고 잘 훈련받았다. 1983년부터 이들은 정부군의 거점에 효율적인 타격을 가했다. 무자헤딘들 중에서 특이하게도 이들은 군복을 입고 아프간저항자의 상징과도 같은 파쿨(pakul)이라는 모자를 쓰고 다녔다. 마스우드의 군사조직은 전통적인 아프가니스탄의 전쟁법과 그가 마오저둥과 체 게바라로부터 배운 게릴라 전법 원리의 효율적인 절충이었다. 이는 이제까지의 모든 저항 운동중에서 가장 효율적인 것으로 여겨진다.
1983년 7월 마스우드는 파완, 라그만, 카피사, 쿠나르, 바다크샨 타카르, 바그란과 쿤드즈를 포함하는 북 아프가니스탄 7개 주의 130명의 무자헤딘 지도자들의 행동을 확실히 조절하기 위한 군사 협의체인 Shura-ye-nazar(감독의회)를 창설했다. 이 의호는 내부항쟁으로 점철되어 있는 페샤와르 정당의 영향력 외부에 존재하고 있었으며 정치적, 인종적인 문제로 분열되어 있는 저항 세력들을 단결시켰다. 이 의회는 미래의 북부동맹의 전신이다.
랍바니가 전투를 적게 치른 다른 Jamiet 지도자에게 마스우드에게 무기와 보급품을 공급하지 말라고 주장했을 때, 페샤와르의 정당 지도자들과의 관계는 자주 긴장이 감돌았다. 이러한 부족을 보충하기 위해, 마스우드는 전통적으로 북 아프가니스탄에서 산출되는 에메랄드와 라피스 라줄리 수출로 얻는 세입에 의존하곤 했다.
무자헤딘에 대한 지원을 구성하기 위해서, 마스우드는 그의 통치하에 있는 지역에 법과 명령(nazm)을 요구할 수 있는 관리시스템을 구성했다. 판지셰르는 군사지도자와 민간 관리인에 의해 통치되고 판사, 검찰관, 관선변호인을 가지고 있는 22개의 구역(qarargah)으로 나뉘었다.
마스우드의 정책은 각각 다른 위원회에 의해 실행되었다. 경제 위원회는 전쟁 자금 마련의 책임을 맡았다. 건강위원회는 Aide médicale internationale와 같은 외국의 인권 NGO 자원봉사자들의 지원을 받아 의료 서비스를 제공했다. 교육위원회는 군대 양성과 관리 간부 육성의 책임을 맡았다. 문화와 선전 위원회, 사법위원회 역시 만들어졌다.

## 아프가니스탄 내전

### 반탈레반 저항운동

#### 반탈레반 통일전선

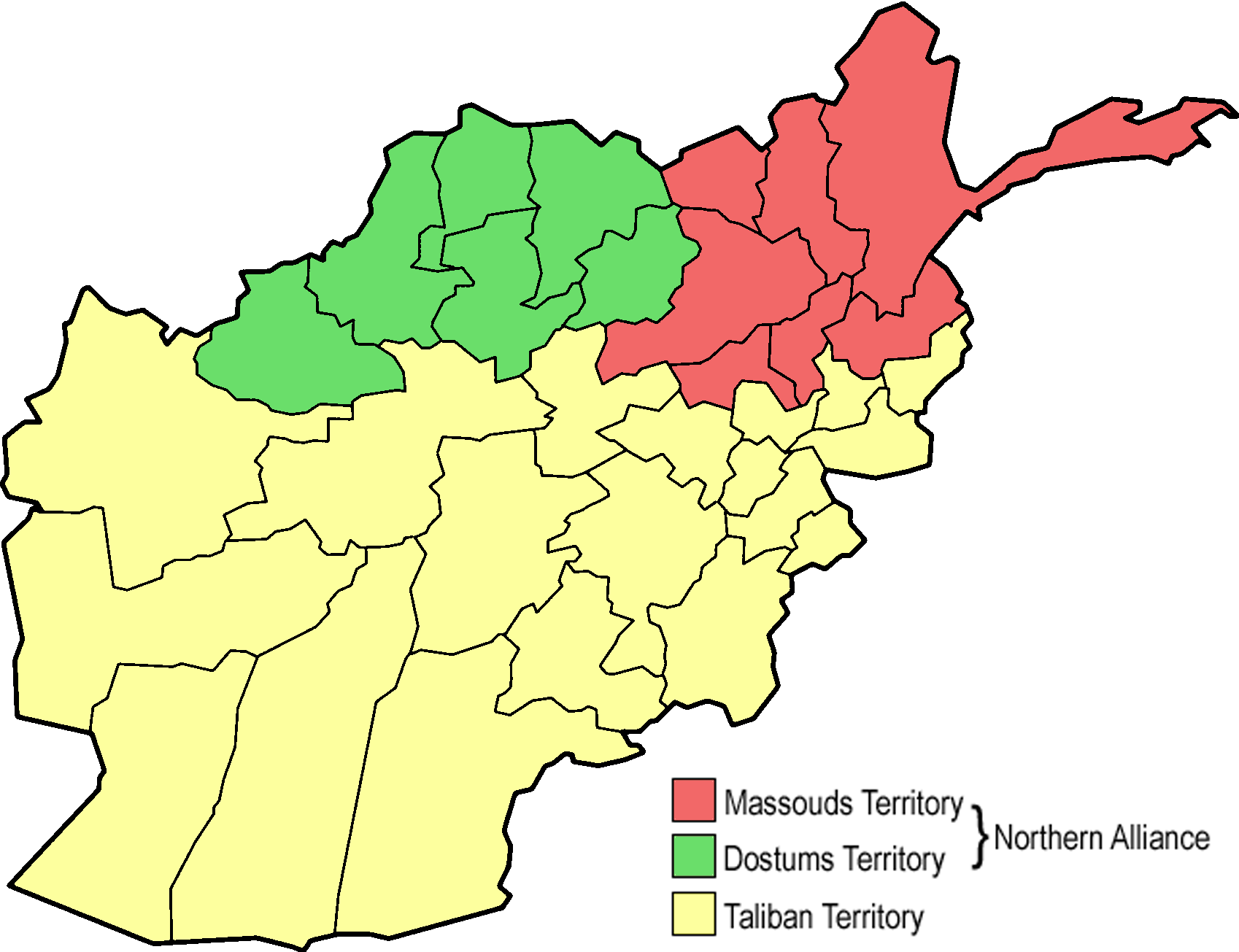
1996년 말경 아프가니스탄의 상황. 마스우드(적색), 도스툼(녹색), 탈레반(황색)

아흐마드 샤 마스우드는 탈레반에 맞서 아프가니스탄 구국 이슬람 통일전선(속칭 북부동맹)을 창설했다. 통일전선에는 서로 다른 여러 정치적 배경과 아프가니스탄의 여러 민족들 출신의 사람들이 혼재했다. 1996년부터 2001년까지 통일전선은 바다흐샨주, 카피사주, 타하르주 전역과 파르반주, 쿠나르주, 누리스탄주, 라그만주, 사망간주, 쿤두즈주, 구르주, 바미안주의 일부를 장악했으며, 이 지역들에 사는 사람은 아프가니스탄 인구의 30%였다.
그러는 동안 탈레반은 자기들이 장악하고 있는 지역들에서 억압적 통치를 강요했다. 수백 수천 명의 사람들이 북부동맹 지역 또는 파키스탄과 이란으로 도주했다. 마스우드의 군대는 1,200명 가량의 탈레반 포로들을 판지시르 계곡에 수감했는데, 그 중 122명은 지하드에 참여하겠다고 아프가니스탄에 입국한 외국의 무슬림들이었다.
1998년, 마스우드가 마자르이샤리프에서 경쟁 군벌 압둘 라시드 도스툼을 무찌름으로써 아프가니스탄의 반탈레반 저항운동에 참여하는 주요 군벌은 마스우드 혼자만 남았다. 탈레반에게 무너진 정통정부의 대통령 부르하누딘 라바니는 해외 망명 중이었고, 도스툼도 탈레반에게 신변이 위협받자 이란으로 도주했다. 탈레반에게 맞서 자신이 장악한 넓은 지역을 방어할 수 있는 사람은 마스우드 뿐이었다. 이 시기 외신들은 “앞으로 벌어질 탈레반의 학살행위를 막고 있는 것은 아흐마드 샤 마스우드 뿐”이라고 강조했다.

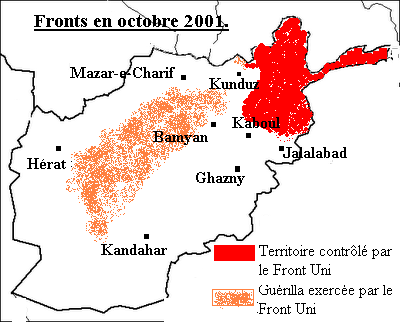
2001년 8월 ~ 10월 아프가니스탄 상황. 북동쪽의 붉은 지역이 마스우드가 직접 장악한 지역이고, 붉은 점들은 마스우드 계열의 저항군들이 유격전을 벌이던 지역이다.

마스우드의 말에 따르면 탈레반 측이 레지스탕스를 멈추는 것을 조건으로 권력 한자리를 떼어줄 것을 여러 번 제의했다고 한다. 마스우드는 근미래에 이루어질 민주적 선거를 향한 정치적 과정에 탈레반도 참여할 수 있도록 설득하기를 원했었다. 그러나 결국 마스우드는 탈레반들의 이념과 민주 사회를 만들려는 자신의 전망은 양립불가능함을 선언하며 탈레반측의 제의를 거부했다. 그는 파키스탄을 비롯한 외부의 극단주의 세력들의 지원이 없으면 탈레반은 곧 무너져 내릴 것이라고 예상했다.
2001년 초, 통일전선은 지역적 군사 압박과 국제사회에의 호소를 병행하는 방향으로 전략을 잡았다. 아프가니스탄 사회 기저에서 탈레반의 지배에 대한 불만이 서서히 증가하고 있었고, 탈레반의 출신 민족인 파슈툰족 거주 지역에서마저도 그러했다. 동시기 마스우드는 1990년대 초에 붕괴한 카불의 실패정부가 부활하지 못하도록 하는 데 주의를 기울였다. 통일전선은 이미 1999년부터 자신들이 탈레반에 승리했을 때 민간인들을 보호하고 통제하기 위한 경찰력을 양성하고 있었다.

#### 파벌간 협상
1999년부터 타지크족의 마스우드와 파슈툰족의 압둘 하크가 탈레반에 맞서 모든 민족들을 단결시키기 위한 움직임을 시작했다. 마스우드는 타지크족, 하자라족, 우즈베크족을 통합시켰고 통일전선에 참여한 일부 파슈툰족들도 마스우드와 함께했다. 압둘 하크는 파슈툰족 지도자들과 회합하면서 은밀하게 접근해온 상당한 수의 파슈툰족 출신 탈레반들을 받아들였다. 탈레반이 파슈툰족들에게도 지지를 잃게 됨에 따라, 탈레반 군사조직에서 복무했던 일부 사령관들도 탈레반 정권을 전복시키는 계획에 동의했다. 고위 외교관이자 아프가니스탄 전문가인 피터 톰센은 “‘카불의 사자(압둘 하크)’와 ‘판지시르의 사자’(아흐마드 샤 마스우드)가 상호의 병력을 합치기만 한다면, 어마어마한 반탈레반 조직을 건설할 수 있었다. 아프가니스탄의 선도적인 온건파 세 명, 하크, 마스우드, 카르자이는 파슈툰족-비파슈툰족, 북부-남부 사이의 분열을 초월할 수도 있었다”고 썼다. 스티브 콜은 이 계획을 "파슈툰-타지크 대동맹"이라고 칭했다. 이 과정에 하자라족과 우즈베크족 지도자들도 참여했으며, 그들은 로마에 망명해 있는 아프간 국왕 자히르 샤의 이름 아래 함께 행동하기로 합의했다.
2000년 11월, 아프가니스탄 각지, 유럽, 미국, 파키스탄, 인도 등지에서 모인 아프가니스탄의 모든 민족들의 대표들이 아프가니스탄의 현 문제와 탈레반 이후 정권 수립에 대해 논의하는 로야 지르가(원로 대회의)를 열기 위해 북아프가니스탄의 마스우드 세력 본부에 집결했다. 2001년 9월, 동맹측 대표자들과 만난 국제공무원은 “당신들이 오늘 이룬 것은 믿을 수 없을 지경이다… 파슈툰, 타지크, 우즈베크, 하자라… 모두가 과정에 참여할 준비가 되어 있었다”고 말했다.
2001년, 마스우드는 아프가니스탄의 다른 민족지도자들과 함께 브뤼셀의 유럽의회에 참석했다. 마스우드는 이 자리에서 국제사회의 아프가니스탄인들에 대한 인도적 지원을 요청했다. 또한 그는 탈레반과 알 카에다가 “이슬람교에 대한 매우 잘못된 인식”을 심어주었으며, 파키스탄이나 빈 라덴 등이 개입하지만 않는다면 탈레반은 1년을 버티지 못하고 무너질 것이라고 말했다. 유럽을 방문한 길에 마스우드는 미국에게 빈 라덴에 대해 경고했다.

#### 마스우드의 점령지
마스우드가 점령한 지역의 생활은 탈레반이나 도스툼이 장악하고 있는 지역의 생활과는 사뭇 달랐다. 카불이 박살나는 혼돈의 와중에도 마스우드는 1996년 말경부터 휘하 군대의 대부분을 직접명령을 통해 제어할 수 있었다. 마스우드는 내전 기간 동안 판지시르, 토카리스탄, 파르반, 바다흐샨을 장악하고 있었으며, 쿤두즈, 바글란, 누리스탄, 카불 북부 등은 탈레반에게서 일시적으로 탈환했다가 다시 빼앗기는 등 일진일퇴를 거듭했다.
마스우드는 정치위원회, 보건위원회, 교육위원회, 경제위원회로 구성된 민주적 기구를 만들었다. 그럼에도 많은 사람들이 분쟁이나 문제 해결을 청원할 때 마스우드를 개인적으로 찾아오곤 했다.
2000년 9월, 마스우드는 아프간 여성들이 초안을 잡은 아프간 여성기본권 선언문에 서명했다. 선언문은 법의 이름으로 양성평등을 설정했고 여성의 정치참여, 교육, 근로, 거주이전과 표현의 자유가 보장되었다. 마스우드가 장악하고 있는 지역에서는 여자들이 부르카를 의무적으로 쓰지 않아도 되었으며, 직장과 학교에 나가는 것이 허용되었다. 비록 전시였지만 일부 지역에서는 여학교들이 계속 기능하고 있었다. 또한 마스우드는 최수 두 건 이상의 강제결혼에 개입하여 여성이 자기가 원하는 선택을 할 수 있도록 편의를 봐 주었다.
남녀가 평등하며 동등한 권리를 누려야 한다는 것이 마스우드의 신념이었지만, 동시에 마스우드는 극복 대상으로서의 아프간 전통관습들을 다루어야 했다. 마스우드의 의견에 따르면 그것의 극복은 교육을 통해서만 달성될 수 있었다. Pepe Escobar는 Massoud: From Warrior to Statesman에서 다음과 같이 썼다.
| “ | 마스우드는 아프가니스탄 여성들이 여러 세대 동안 억압에 시달렸다고 굳세게 주장했다. 그는 ‘국가의 문화적 환경은 여성들을 질식시키고 있다. 그러나 탈레반은 거기에 억압을 더하여 사태를 더욱 악화시킨다’고 말했다. 마스우드에게는 이러한 문화적 선입견을 박살내고 여성에게 보다 많은 공간과 자유와 평등을 주겠다는, 남성과 동등한 권리를 누리게 만들겠다는 야심찬 계획이 있었다. | ” |
|   | — Pepe Escobar, in Massoud: From Warrior to Statesman |   |

2001년 본에서 개최된 국제 아프가니스탄 회의에 참석한 아프가니스탄 외교관 후마윤 탄다르는 “마스우드 본인 [역시] 언어, 종족, 지역에 따른 제약에 시달린 바 있었다. 그렇기에 … 그는 그 상황을 초월할 수 있는 통합을 만들어내기를 원한다”고 말했다. 마스우드의 이러한 생각은 종교에 대해서도 적용되었다. Jean-José Puig는 마스우드가 식사 전 기도를 올릴 때 자기가 기도를 주관할 때도 있었고 다른 무슬림에게 기도를 주관하도록 시킨 적도 있었지만, 때로는 프린스턴 대학교의 유대인 교수 Michael Barry나 기독교도인 Jean-José Puig에게 “우리는 같은 신을 믿고 있습니다. 점심이나 저녁을 먹기 전에 어떻게 기도를 하는지 당신들의 언어로 들려 주시오”라고 부탁하곤 했었다고 회고했다.

## 암살

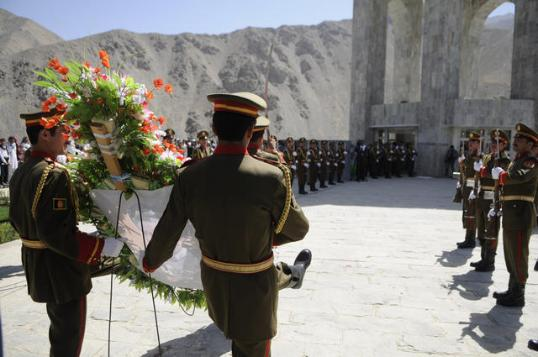
2010년 9월 마스우드 무덤에서 참배하는 아프가니스탄 국군

2001년 9월 9일, 타히르 주 카와자바하우딘에서 자폭테러로 암살당했다. 암살범은 다흐마네 압드 알사타르(말리카 엘 아라우드의 남편)과 보우라위 엘퀘에르였다. 또는 34세의 카림 투자니와 26세의 카쳄 바칼리라고도 한다.
암살범들은 모로코계 벨기에인들이라고 주장하며 마스우드에게 접근했다. 나중에 조사한 결과 그들의 여권은 훔친 것이었고 진짜 국적은 튀니지로 밝혀졌다. 그들은 기자를 가장하여 마스우드를 인터뷰하겠다고 했고, 거의 3주동안 기다린 끝에 기회를 잡았다. 그들은 카메라 안과 배터리팩 벨트에 폭발물을 설치했고, 마스우드를 만나 폭탄을 터뜨렸다. 마스우드는 헬리콥터에 타고 근처 타지키스탄의 인도 군사병원으로 이송되던 중에 사망했다. 또한 이 공격으로 북부동맹 장교 모하메드 아심 수하일이 죽었고, 모하메드 파힘 다쉬티와 마스우드 칼릴리는 부상을 입었다. 암살범 중 보우라위는 폭탄이 터질 때 즉사했고 다흐마네는 도망치다가 사살되었다.
북부동맹은 최초 마스우드의 죽음을 부정했지만 소식은 빠르게 확산되었고, 2001년 9월 10일에는 서방세계의 언론에까지 오르내리게 되었다. 결국 9월 16일 북부동맹은 마스우드가 자살폭탄테러로 입은 부상이 악화되어 사망했다고 발표했다. 마스우드는 고향인 판지시르 주 바자라크에 묻혔다. 외딴 깡촌이었지만 장례식에는 수십만 명의 사람들이 모였다.(see video - 유튜브).
마스우드는 26년간 투쟁하며 알카에다, 탈레반, 파키스탄 정보부, 소련 KGB, 공산 아프간 KHAD, 헤크마티아르 같은 경쟁 군벌들 등 숱한 세력들의 암살표적이 되어왔고, 그때마다 살아남았으나 결국 쓰러졌다. 향년 48세. 최초의 마스우드 암살 시도는 1975년 마스우드가 22세였을 때 벌어졌었으며 그 주모자는 헤크마티아르와 파키스탄 정보부였다. 2001년 초에는 알카에다 암살자가 마스우드 점령지에 들어가려고 시도하다 체포되기도 했다.
마스우드의 암살은 9·11 테러와 깊은 연관이 있는 것으로 생각된다. 마스우드는 암살되기 몇 달 전에 유럽의회에서 국제테러리즘에 대한 주의를 촉구하는 연설을 한 바 있다.
전문가들은 오사마 빈 라덴이 아프가니스탄 탈레반에게 보호를 받는 대가로 마스우드를 암살했다고 보고 있다. 마스우드가 암살된 뒤 빈 라덴은 암살범 다흐마네의 아내에게 남편의 유언이 녹음된 카세트테이프와 빚을 갚으라는 용도로 돈뭉치 500달러를 보냈다. 파키스탄 정보부(ISI)와 아프간의 와하브파 이슬람주의자 압둘 라술 사야프도 마스우드 암살의 공모자일 가능성이 있다. 암살자들은 사야프의 후원을 받아 검문을 무사통과했다고 전해진다.

## 개인사
마스우드는 세디카 마스우드와 결혼하여 1남(아흐마드, 1989년 ~ ) 5녀(파티마, 1992년 ~ ; 마리암, 1993년 ~ , 아이샤, 1995년 ~ ; 코흐라, 1996년 ~ ; 나스라인, 1998년 ~ )를 낳았다. 2005년 세디카는 마스우드와 함께했던 삶에 대한 회고록을 출간했으며, 이 회고록에는 여권운동가이자 세디카의 친구인 체케바 하체미와 마리프랑수아 콜롬바니가 공저자로 참여했다.
마스우드 집안은 아프가니스탄 정치에서 상당한 특혜를 받았다. 마스우드 6형제 중 한 명인 아흐마드 지아 마스우드는 2004년에서 2009년 아프가니스탄 최초의 민주선거로 선출된 정부에서 부통령을 지냈다. 아흐마드 지아 마스우드에 대한 암살 미수가 2004년과 2009년에 한 차례씩 있었으며, AP통신에 따르면 아흐마드 지아 마스우드 암살 시도 때 아프가니스탄 사람 8명이 사망했다. 아흐마드 지아 마스우드는 아프가니스탄 민족전선(정당)을 이끌고 있다.
또다른 형제인 아흐마드 왈리 마스우드는 2002년에서 2006년까지 영국 주재 아프가니스탄 대사를 역임했다. 그는 압둘라 압둘라의 아프가니스탄 민족연정(다른 정당)의 당원이다.